# Hampus Ericsson
Hampus Ericsson, född den 14 mars 2003 i Kumla är en svensk racerförare. Han är bror till Indy 500-vinnaren Marcus Ericsson.